# La Curva el Depósito
La Curva el Depósito är en ort i kommunen San José del Rincón i delstaten Mexiko i Mexiko. Samhället hade 191 invånare vid folkräkningen 2020.